# Mainà de Myanmar
El mainà de Myanmar (Acridotheres burmannicus) és una espècie d'ocell de la família dels estúrnids (Sturnidae) que habita camp obert de Myanmar i el sud fronterer de la Xina. El seu estat de conservació es considera de risc mínim.

## Taxonomia
Segons la llista mundial d'ocells del Congrés Ornitològic Internacional (versió 10.1, gener 2020) el mainà de Myanmar tindria dues subespècies: la nominotípica (A. b. burmannicus), resident pròpiament a Birmània, i el mainà vinós (A.b. leucocephalus) present més al sud: a Tailàndia, Cambodja, Laos i sud del Vietnam. Tanmateix, altres obres taxonòmiques, com el Handook of the Birds of the World i la quarta versió de la BirdLife International Checklist of the birds of the world (desembre 2019), consideren que aquesta darrera subespècie constitueix pròpiament una espècie a part: el mainà vinós. Mentre A. b. burmannicus presenta l'iris de l'ull fosc i el bec de color taronja i negre, A. b. leucocephalus té l'iris blanc i el bec groc.